# Michelle Conroy
Michelle Conroy est une personnalité politique canadienne.
Elle est élue à l'Assemblée législative du Nouveau-Brunswick dans la circonscription de Miramichi lors des élections générales du 24 septembre 2018. Elle est alors membre de l'Alliance des gens du Nouveau-Brunswick.
Aux élections générales de 2020, elle est réélue devant le chef du Parti libéral, Kevin Vickers.
Le 30 mars 2022, Michelle Conroy et Kris Austin se joignent au Parti progressiste-conservateur du Nouveau-Brunswick. L'Alliance des gens du Nouveau-Brunswick est dissoute le lendemain, mais elle redevient un parti officiel deux mois plus tard.
Lors des élections de 2024, Michelle Conroy est réélue dans la nouvelle circonscription de Miramichi-Est.